# Sant'Angelo a Fasanella
Sant'Angelo a Fasanella é uma comuna italiana da região da Campania, província de Salerno, com cerca de 820 habitantes. Estende-se por uma área de 32 km², tendo uma densidade populacional de 26 hab/km². Faz fronteira com Bellosguardo, Corleto Monforte, Ottati, Petina, Roscigno.

## Demografia
| Variação demográfica do município entre 1861 e 2011                               |
|                                                                                   |
| Fonte: Istituto Nazionale di Statistica (ISTAT) - Elaboração gráfica da Wikipedia |